# Cohoha (Süd)
Der Cohoha-See (Cyohoha-See oder Tshohoha) ist ein See auf der Grenze von Ruanda und Burundi.

## Geographie
Der Cohoha-See liegt im Südosten Ruandas (Norden Burundis). Von der Fläche des Sees liegen etwa 19,5 km² in Ruanda und 59 km² in Burundi. Der See erstreckt sich über eine Länge von etwa 27 Kilometern in Nordwest-Südost-Richtung und ist dabei stark verzweigt.
Der See trägt den Beinamen Süd, da etwa 15 km nördlich, in Ruanda, ein ähnlicher See gleichen Namens ist, nur mit dem Beinamen Nord.

## Hydrologie
Der See kommuniziert mit dem nahen Akanyaru für gewöhnlich durch Diffusion über einen dazwischenliegenden Sumpf. Es geschieht nur selten bei Hochwasser, dass die beiden Gewässer direkt in verbindung stehen.